# Ochetostoma septemyotum
Ochetostoma septemyotum är en djurart som tillhör fylumet skedmaskar, och som beskrevs av Datta Gupta, A.K., P.K.B. Menon och P. Johnson 1963. Ochetostoma septemyotum ingår i släktet Ochetostoma och familjen Echiuridae. Inga underarter finns listade i Catalogue of Life.